# Грязная Дуброва
Грязная Дуброва — деревня в Устюженском районе Вологодской области.
Входит в состав Залесского сельского поселения, с точки зрения административно-территориального деления — в Залесский сельсовет.
Расстояние по автодороге до районного центра Устюжны — 31 км, до центра муниципального образования деревни Малое Восное — 5 км. Ближайшие населённые пункты — Асташкино, Малая Дубровочка, Терентьево.
По переписи 2002 года население — 24 человека (11 мужчин, 13 женщин). Всё население — русские.